# Bad Soden-Salmünster
Bad Soden-Salmünster è una città tedesca situata nel land dell'Assia.

## Amministrazione

### Gemellaggi
Bad Soden-Salmüster è gemellato con:
- Guilherand-Granges, Francia.